# Rough Ridin'
Rough Ridin' er en amerikansk stumfilm fra 1924 instrueret af Richard Thorpe.

## Medvirkende
- Buddy Roosevelt som Buddy Benson
- Elsa Benham som Mary Ross
- Richard Thorpe som Dick Ross
- Joe Rickson som Jack Wells
- Frances Beaumont som Rosalind Nolan
- Arthur Detlorf som Tubby
- Mike Ready som Nolan